# Спірне (Варгашинський район)
Спі́рне (рос. Спорное) — село у складі Варгашинського району Курганської області, Росія. Входить до складу Південної сільської ради.
Населення — 289 осіб (2017, 336 у 2010, 466 у 2002).